# De Liefde (apotheek)

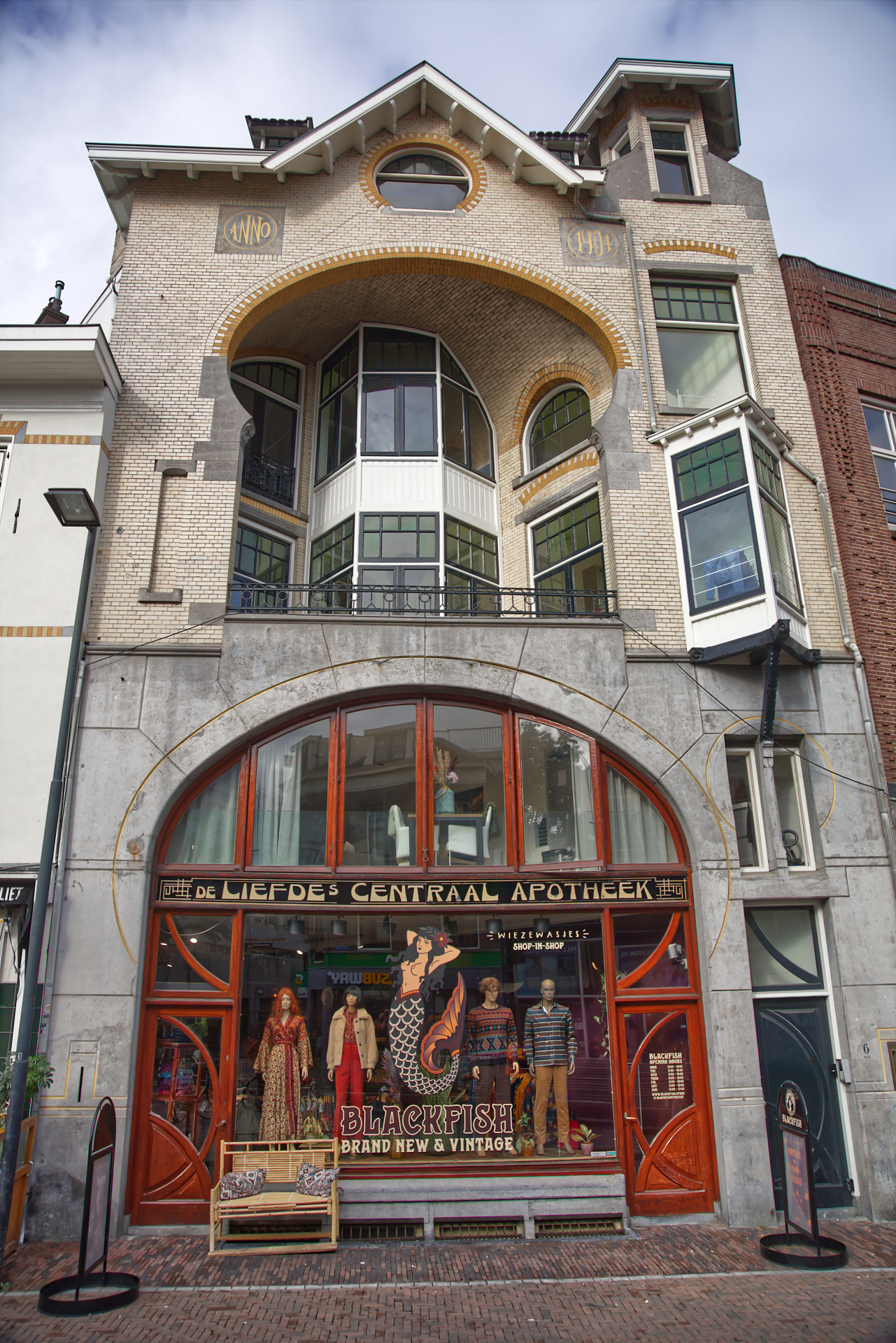
Apotheek De Liefde in 2021

Apotheek De Liefde is een jugendstil-gebouw in de Nederlandse stad Utrecht. Het gebouw werd op 22 mei 2001 aangewezen als rijksmonument.
Het pand aan de Voorstraat 6 en duidelijk zichtbaar vanaf de Neude, is het bekendste jugendstil-gebouw van de stad. Het is in 1903-1904 gebouwd naar een ontwerp van architect R. Rijksen in opdracht van Johan de Liefde. Het pand is asymmetrisch opgezet met rechtsboven een zeshoekig torentje. Het is grotendeels opgetrokken in witte baksteen. Op de begane grond is een winkelpui in natuursteen met in een grote boog een bovenlicht.  
Sinds maart 2021 is er een kledingwinkel in gevestigd.